# Балалайка (фильм, 2000)
«Балала́йка» (тур. Balalayka) — турецкий художественный фильм турецкого режиссёра Али Озгентюрка.
Посвящён известному турецкому актёру Кемалю Суналу. Последний должен был играть главную роль в фильме, но, не долетев до места съёмок, умер в самолёте от сердечного приступа.

## Сюжет
Три брата, — Неджати, Хасан и Омер, — не видевшиеся долгое время, собираются в родном Стамбуле, чтобы перевезти из России в Турцию останки своего отца, похороненного в СССР. В оформлении документов в России им помогает русская женщина Таня. В автобусе с группой русских девушек, отправляющихся в Турцию на заработки, Таня сопровождает трёх братьев с их грузом и заодно берёт с собой свою молодую племянницу-инвалида Олю для лечения её ноги в стамбульской больнице. Основная интрига фильма разворачивается в автобусе по дороге в Стамбул. Целый ряд препятствий не даёт пассажирам автобуса спокойно доехать до города. После пересечения турецкой границы на пути в Стамбул автобус останавливает турецкая банда сутенёров и отбирает среди девушек будущих сексуальных рабынь. Увидев молодую племянницу Тани — Олю, главарь банды настаивает на её выдаче, и тут заступается Таня.

## Производство и прокат
История изначально задумывалась как драма. Затем режиссёр переписал сценарий в жанре комедии под амплуа Кемаля Сунала, который должен был сыграть в фильме главную роль Неджати. После смерти Сунала и замены на другого актёра, Угура Юджеля, сценарий был снова переписан в жанре драмы. По признаниям режиссёра Али Озгентюрка, он снял две версии фильма, и версию с Кемалем Суналом он отказался показывать в память об актёре, поскольку Сунал при жизни очень переживал из-за фильма. По словам режиссёра, после смерти Сунала ему сложно было собраться, чтобы доснять фильм, но глядя на «светлое лицо главной русской актрисы», он нашёл новое вдохновение.
В период проката фильм посмотрели 427 580 человек.

## В ролях
| Актёр               | Роль              |
| ------------------- | ----------------- |
| Угур Юджель         | Неджати           |
| Екатерина Редникова | Таня              |
| Джем Давран         | Хасан             |
| Алла Юганова        | Оля               |
| Озан Гювен          | Омер              |
| Надежда Горелова    | Нина              |
| Эрджан Язган        | водитель автобуса |
| Атылай Улуышик      | Мустафа           |
| Недждет Якын        | попутчик          |
| Искендер Багджылар  | главарь банды     |
| Анна Воронова       | Люба              |
| Анна Арланова       | грустная девушка  |

## Отзывы
Журналистка Мерал Тамер из газеты Milliyet похвалилa атмосферу в фильме и, в связи со смертью Кемаля Сунала, обратила внимание на символичность в гробе, который постоянно находился на автобусе, следовавшем из России в Турцию, несмотря на то, что перевозка гроба ещё при жизни Сунала была центральной темой сюжета.